# Formiphantes
Formiphantes is een geslacht van spinnen uit de familie hangmatspinnen (Linyphiidae).

## Soorten
De volgende soorten zijn bij het geslacht ingedeeld:
- Formiphantes lephthyphantiformis (Strand, 1907)